# Carl Göran Silfverhielm
Carl Göran Silfverhielm, född 16 augusti 1754 i Stora Mellösa socken, död 28 november 1808 i Uleåborg, var en svensk friherre, militär och magnetisör.
Carl Göran Silfverhielm var son till översten friherre Carl Adam Silfverhielm och sonson till Göran Silfverhielm. Han ingick 1775 som fänrik vid Livgardet, där han 1786 blev kapten och 1796 major. År 1794 utnämndes han till överstelöjtnant vid Österbottens regemente och 1795 till överste i armén. Under en resa i Frankrike lärde han känna den av Franz Mesmer uppfunna animala magnetismen, och då han hösten 1786 återvände till Sverige, införde han denna i Stockholm. Han stiftade en så kallad harmonisk societet och öppnade en mottagning, som var livligt frekventerad. Silfverhielm hade huvudsakligen medicinska syften och företog mera sällan några somnambulistiska experiment. Han lät sina patienter sitta runt ett stort vattenfyllt träkar (Baquet), från vilket utgick krökta rör, som de fick hålla i händerna, samtidigt som de var förenade med ett magnetiserat snöre. Genom halvdunkel och musik ökades den suggestiva verken, och de hysteriska kriser, som på detta sätt framkallades, tycks i några fall ha haft ett välgörande inflytande. Silfverhielm fick motståndare, men aristokratin ställde sig på hans sida. Vid ett tillfälle magnetiserade han hertig Karl, som verkar ha befunnit sig i hypnotisk sömn under behandlingen. Silfverhielm var helt säkert själv övertygad om sina behandlingars medicinska betydelse.